# 29 Dywizja Piechoty (II RP)

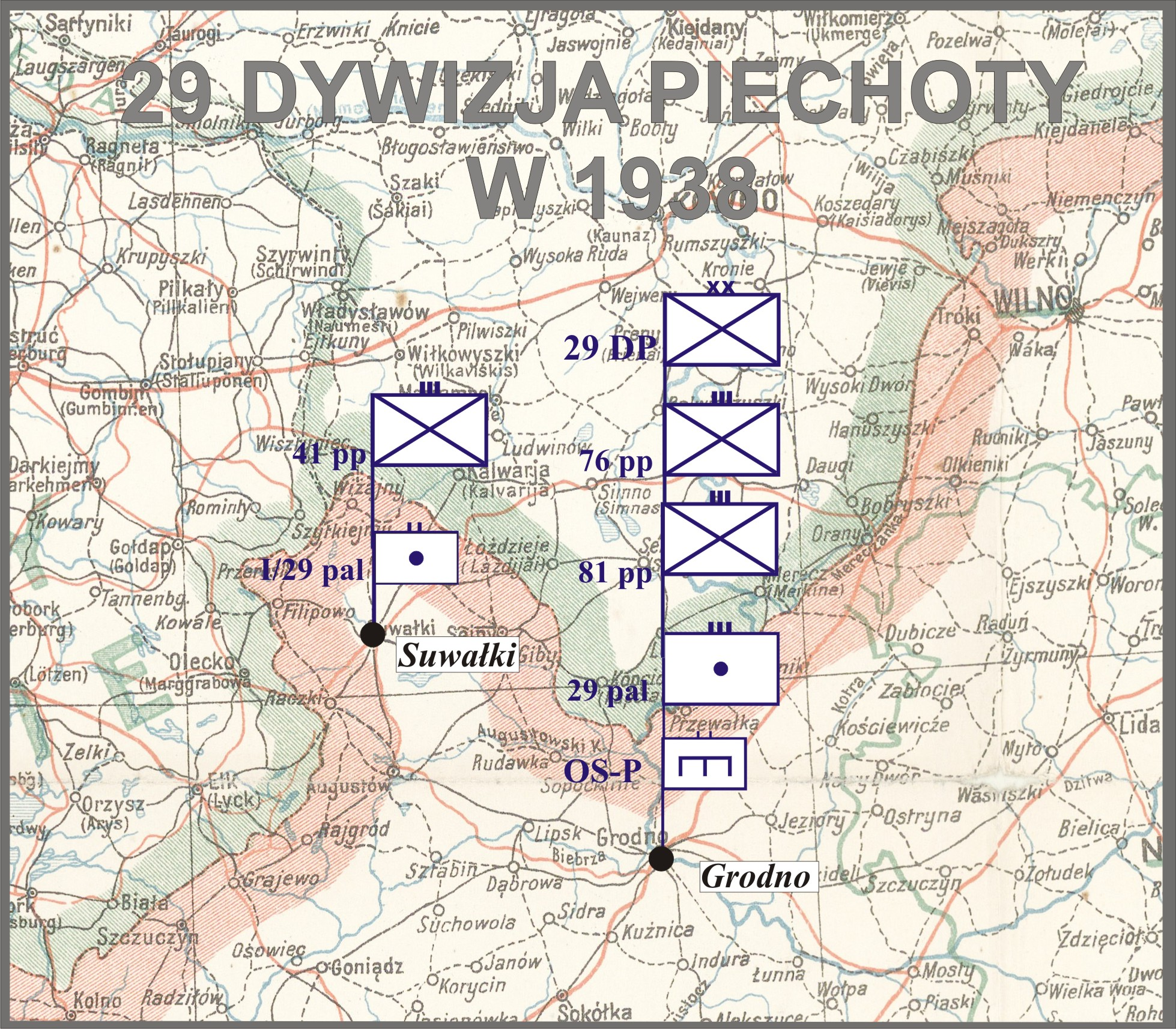
29 DP w 1938

29 Dywizja Piechoty (29 DP) – wielka jednostka piechoty Wojska Polskiego II RP.
W okresie  międzywojennym dowództwo 29 DP stacjonowało w Grodnie. W jej skład w 1923 wchodziły: 41 pp, 76 pp i 81 pułk piechoty.

W czasie kampanii wrześniowej dywizja walczyła w składzie Armii „Prusy”. Skoncentrowana pod Sulejowem w składzie dwóch pułków. 76 pułk piechoty (bez III baonu) został rozbity pod Piotrkowem. Reszta dywizji została rozproszona w czasie odwrotu za Wisłę. Odtworzona na Lubelszczyźnie jako 29 Brygada Piechoty, brała udział w boju pod Krasnymstawem, Cześnikami i Krasnobrodem. 41 pułk piechoty (bez baonu) został zatrzymany w Warszawie i brał udział w jej obronie.

## Dywizja w okresie pokoju

### Formowanie
W związku z reorganizacją Wojska Polskiego, likwidowane Wojsko Litwy Środkowej wydzieliło z siebie dwie dywizje: 19. i 29 DP. W skład 29 DP weszły: 41 (suwalski) pułk piechoty z 1 D L-B, 76 (lidzki) pp z 2 D L-B, 81 (grodzieński) pp z 1 D L-B.
W okresie II RP sztab 29 DP stacjonował w Grodnie, a jej oddziały w Grodnie i Suwałkach:
- 41 Suwalski pułk piechoty Marszałka Józefa Piłsudskiego
- 76 Lidzki pułk piechoty im. Ludwika Narbutta
- 81 pułk Strzelców Grodzieńskich im. Króla Stefana Batorego
- 29 pułk artylerii lekkiej w Grodnie
- I dywizjon 29 pułku artylerii lekkiej w Suwałkach
- kompania łączności 29 DP w Grodnie
- Ośrodek Sapersko-Pionierski 29 DP

| Odznaka | Nazwa oddziału                                             | Garnizon |
| ------- | ---------------------------------------------------------- | -------- |
|         | 41 Suwalski pułk piechoty Marszałka Józefa Piłsudskiego    | Suwałki  |
|         | 76 Lidzki pułk piechoty im. Ludwika Narbutta               | Grodno   |
|         | 81 pułk Strzelców Grodzieńskich im. Króla Stefana Batorego | Grodno   |
|         | 29 pułk artylerii lekkiej                                  | Grodno   |
|         | I dywizjon 29 pułku artylerii lekkiej                      | Suwałki  |
|         | kompania łączności 29 DP                                   | Grodno   |
|         | Ośrodek Sapersko-Pionierski 29 DP                          |          |

## Działalność pokojowa dywizji

### Rozmieszczenie
Sztab dywizji funkcjonował w siedzibie Dowództwa Okręgu Korpusu nr III w Grodnie. Także w Grodnie stacjonowały inne jednostki podległe bezpośrednio dowództwu 29 DP. Były to: 76 pułk piechoty rozlokowany w koszarach przy stacji kolejowej, 81 pułk strzelców stacjonujący w koszarach przy moście nad Niemnem i 29 pułk artylerii lekkiej (bez I dywizjonu artylerii) zakwaterowany w koszarach przy cmentarzu oraz w Foluszu. Ponadto w koszarach 76 pułku piechoty stała kompania saperów i kompania telegraficzna. W suwalskim garnizonie stał 41 pułk piechoty (bez batalionu) i I/29 pal. W Sokółce stacjonował jeden batalion 41 pułku piechoty.

### Mobilizacja dywizji
Mobilizację oddziałów dywizji ogłoszono 24 sierpnia 1939. Przebiegała ona dość sprawnie. W ciągu 36 godzin oddziały były gotowe. Opóźniła się mobilizacja kwatery głównej dywizji. Przewóz oddziałów do rejonów operacyjnego rozwinięcia rozpoczął się z opóźnieniem, czyli dopiero 28 sierpnia. Do rejonów pod Rawę Mazowiecką transporty dotarły 30 sierpnia. Do 3 września marszami nocnymi przerzucono dywizję pod Sulejów. 41 Suwalski pułk piechoty przegrupowanie rozpoczął dopiero 2 września. Do Skierniewic dojechał tylko sztab pułku z jednostkami specjalnymi i I batalionem oraz jedna bateria I/29pal. Pozostałe pododdziały zostały zatrzymane w Warszawie.

### Obsada personalna w marcu 1939
Ostatnia „pokojowa” obsada personalna dowództwa dywizji:
| Stanowisko                           | Stopień, imię i nazwisko               |
| ------------------------------------ | -------------------------------------- |
| dowódca dywizji                      | płk Ignacy Oziewicz                    |
| dowódca piechoty dywizyjnej          | płk Jan Bratro                         |
| dowódca piechoty dywizyjnej (dubler) | płk piech. kontr. Muchamed Isiafił Bey |
| szef sztabu                          | ppłk dypl. Tadeusz Edward Łojak        |
| I oficer sztabu                      | kpt. dypl. mgr Stanisław Żochowski     |
| I oficer sztabu (dubler)             | kpt. Zygmunt Pietrzak †1940 Charków    |
| II oficer sztabu                     | kpt. Józef Sempkowski                  |
| komendant rejonu PW konnego          | mjr kaw. Wacław Linhardt               |
| dowódca łączności                    | mjr łączn. Marian Władysław Hamerski   |
| oficer taborowy                      | kpt. tab. Stefan IV Grabowski          |
| oficer intendentury                  | kpt. int. Józef Ochalik                |

## Walki dywizji w kampanii wrześniowej 1939
Dywizja, pod dowództwem płk. Ignacego Oziewicza, została przeznaczona do północnego zgrupowania Armii „Prusy” gen. Stefana Dąba-Biernackiego.
1 września dywizja kończyła wyładunek z transportów kolejowych w okolicach Skierniewic. Następnie skierowana została w rejon Rawy Mazowieckiej.
Po nocnym marszu z 1 na 2 września 29 DP bez 41 pp i I/29 pal ześrodkowała się w rejonie Ujazd – Tomaszów Mazowiecki – Spała – Glinnik. 81 pp ześrodkował się na północny zachód od Spały, a 76 pp w lesie przyległym do toru kolejowego Koluszki –Tomaszów. Na stacjach w Skierniewicach i Radziwiłłowie wyładowały się 29 batalion saperów, szwadron kawalerii dywizyjnej, 29 dywizjon artylerii ciężkiej i dołączyły do dywizji. Nie dołączyła natomiast 29 bateria artylerii przeciwlotniczej. SD dywizji rozwinięto w Lubochni. 2 września jednostka otrzymała rozkaz wymarszu i jak najszybszego obsadzenia przepraw na Pilicy pod Sulejowem oraz rozpoznaniu lasów nadleśnictwa Łęczno. Po zaledwie kilkugodzinnym odpoczynku oddziały rozpoczęły marsz i, zgodnie z decyzją dowódcy dywizji, przegrupowały się do rejonu lasów Błogie, Bukowiec, Unewel. W nocy 76 pp skoncentrował się w lasach: II batalion na zachód od Błogie, a I batalion na północny zachód od niej, III batalion na brzegu Pilicy; 81 pp ześrodkował pododdziały w rejonach: I i II bataliony w lesie na wschód od drogi Błogie – Julianów, a III w lesie Potok. Stanowisko dowodzenia rozwinięto w Twardej. Ponadto podporządkowano dywizji patrole minerskie, które wysłane na południe miały, zniszczyć wszystkie mosty na Pilicy. Natomiast ze składu dywizji odesłano do obrony przeprawy w Przedborzu 5 kompanię 76 pułku piechoty, która dotarła na miejsce przed świtem 4 września, obsadzając stanowiska obronne.
Kolejnej nocy, z 3 na 4 września, gen. Stefan Dąb-Biernacki zdecydował przesunąć północne zgrupowanie w rejony na południowy i północny wschód od Piotrkowa, w okolice lasów Lubień, Sulejowa, Dąbrowy, Tomaszowa i Ujazdu. Obszar ten miał być rejonem wyjściowym do walki. Zgodnie z rozkazem dowódcy 29 DP oddziały dywizji wykonały 10-kilometrowy marsz i ześrodkowały się nad Pilicą: 76 pułk w rejonie Sulejowa i Taraski; 81 pp w rejonie  Dąbrowy, Józefowa, Jaksonka. Stanowisko dowodzenia rozwinięto w Józefowie. W tym czasie 41 pp, bez II i III batalionów, z l/ 29 pal (bez dwóch baterii) wyładował się z pociągu w Skierniewicach, gdzie otrzymał zadanie dołączenia do zasadniczych sił dywizji. Do dywizji nie dotarły: II/41 pułku piechoty, III/41 pułku piechoty i I/ 29 pułku artylerii lekkiej.
W dniu 5 września niemiecka 1 Dywizja Pancerna, po zepchnięciu oddziałów 19 Dywizji Piechoty broniących Piotrkowa, zdobyła miasto i ruszyła dalej drogą na Wolbórz i Tomaszów. Inne oddziały Armii „Łódź”, również znajdowały się w odwrocie. W tym czasie dowódca Armii „Prusy”, nie mając aktualnych wiadomości na temat położenia wojsk niemieckich i sytuacji na przedpolach Piotrkowa, planował kontratak na prawe skrzydło 1 Dywizji Pancernej. Miał on zostać przeprowadzony w nocy z 5 na 6 września i doprowadzić do odzyskania utraconych pozycji na linii Jeżów – Rozprza. Pierwotny plan zakładał użycie do tego celu Grupy pułkownika Nowosielskiego tj.: 77 pułku piechoty, I batalionu 86 pułku piechoty, IV dywizjonu 19 pułku artylerii lekkiej oraz Wileńskiej Brygady Kawalerii.
Wileńska Brygada Kawalerii znajdowała się w lesie Lubień, natomiast pozostałe oddziały bardziej na północ w pobliżu Maciejowca. Odgradzała je od pozycji niemieckich rzeka Luciąża.
O  17.00 dowódca armii wstrzymał przygotowywane natarcie i zmienił rozkazy. Według nowego planu nocny atak miały wykonać pułki 76 i 81 z 29 Dywizji Piechoty wsparte grupą pułkownika Nowosielskiego, a Wileńska Brygada Kawalerii miała wycofać na wschodni brzeg Pilicy i dozorować ją aż do Przedborza. Tam walczyła już 5 kompania 76 pułku piechoty. Do obrony przeprawy w Sulejowie pozostawiono I batalion 41 pułku piechoty z 29 DP.
Około godziny 20.00 76 pułk piechoty wyruszył z okolic Sulejowa drogą na Piotrków i po przekroczeniu Luciąży w okolicy Przygłowa, rozdzielił się na dwa zgrupowania. II batalion ruszył przez Kłudzice i Milejowiec, a pozostałe pododdziały maszerowały przez Kolonię Witów na Zalesice. Bataliony 81 pułku piechoty ruszyły w stronę Przygłowa, II i III przez Sulejów, a I przez Łęczno.
Tymczasem o godzinie 21.00 do sztabu dowódcy Armii „Prusy” nadszedł meldunek od Naczelnego Wodza, w którym informował o sytuacji na froncie i zalecał wycofanie jednostek Armii „Prusy” na północ od Piotrkowa. Na skutek tego generał Biernacki znów zmienił rozkazy i skierował 81 pułk piechoty do lasów w okolicach Koła. 76 pułk piechoty miał wykonać pozorowany atak na Piotrków, a następnie wycofać się na północ. Jednak rozkazy nie dotarły do batalionów 76 pułku piechoty. Zatem zgodnie z poprzednim rozkazem, posuwając się wyznaczoną drogą, II batalion ruszył do ataku opanowując Milejowiec, gdzie rozbił zaskoczony oddział strzelców zmotoryzowanych. Nie tracąc impetu batalion uderzył na Milejów, gdzie natknął się na sztab 1 Dywizji Pancernej i broniącą go kompanię ochrony. Niemcy stawili zdecydowany opór, ale ostatecznie atak Polaków na bagnety pozwolił opanować wieś. Następnie batalion ruszył na zachód, gdzie napotkał na silny zorganizowany opór i natarcie zostało powstrzymane.
I i III batalion piechoty, wspierane przez III dywizjon 29 pułku artylerii lekkiej, atakowały przez Przygłów – Kolonię Witów – Zalesice, rozbijając napotkane po drodze i zaskoczone oddziały niemieckie. Walki najczęściej rozstrzygane były w atakach na bagnety. Około godziny 4.00 nad ranem polska kolumna dotarła do szosy Piotrków – Radomsko i skręciła na południe, atakując w kierunku Longinówki. Jednak w miarę posuwania się oddziałów polskich opór Niemców tężał i stawał się coraz bardziej zorganizowany. Wspierająca polski atak artyleria miała coraz większe trudności w dotrzymaniu kroku atakującym oddziałom, napotykając w ciemnościach liczne strumienie i natrafiając na podmokły teren. Z zabudowań Longinówki przeciwnik zaczął prowadzić silny ogień. W tym samym czasie ruszyło natarcie Niemców od strony Piotrkowa. Zostało ono odparte przez 3 kompanię. Ponawiane ataki polskie na Longinówkę nie powiodły się, a Niemcy rozpoczęli uderzyli od wschodu, okrążając obrońców. W końcu polskie bataliony, oczekując posiłków, zaległy w otwartym terenie. Przed godziną 6.00 dnia 6 września Niemcy rozpoczęli kolejne natarcie. Początkowo Polacy odpierali uderzenia. Kiedy jednak do akcji ruszyły czołgi, a w batalionach nie było już ani jednej armatki przeciwpancernej, obrońcy musieli ulec. Do godziny 6.00 zginęli niemal wszyscy polscy żołnierze. Po walce, ranni i nieliczni, którzy przeżyli zostali rozjechani przez czołgi lub dobici przez niemiecką piechotę.
W nocy z 5 na 6 września pozostałe jednostki 29 Dywizji Piechoty wycofały się w lasy w okolice Koła. Były to: 81 pułk piechoty,  II/29 pułku artylerii lekkiej,  29 dywizjon artylerii ciężkiej, 29 batalion saperów, sztab 29 Dywizji Piechoty.
Rano 6 września w okolicach Koła ześrodkowały się: 29 pal (bez I i III dywizjonu), 29 dac, 29 bsap (bez zmot. ksap), kompania kolarzy, kompania ckm i szwadron kawalerii dywizyjnej. Stanowisko dowodzenia rozwinięto we wschodniej części Koła. Będący na stanowisku dowodzenia płk Oziewicz nie znał położenia swoich pułków. Nie przejawiał też inicjatywy ześrodkowania wojsk i odtworzenia gotowości bojowej dywizji.

Przed południem do lasu w rejonie Koła zaczęły przybywać grupki żołnierzy rozbitego II/76 pp, a w lesie Borkowice Mokre ześrodkował się 81 pułk piechoty. W ciągu dnia 81 pp był silnie bombardowany i ponosił duże straty. Dowódca pułku nie znał położenia swoich sąsiadów, nie otrzymał też żadnych nowych rozkazów. W tej sytuacji podjął decyzję przegrupowania pułku w kierunku Kozienic. O 19.00 płk Banaszak ruszył ze swoim pułkiem w kierunku Zarzęcina.
Około południa dowódca Armii „Prusy” postawił płk. Oziewiczowi zadanie by przeprawił wszystkie podległe mu oddziały (a także napotkane z 19 Dywizji Piechoty) na wschodni brzeg Pilicy i skupił je w rejonie Smardzewice–Twarda. W dzień oddziały miały przesunąć się ku rzece, a w nocy rozpocząć przeprawę. Płk Oziewicz zdecydował wybudować most w rejonie Swolszowic Małych – Tresty Rządowej. Po południu 29 batalion saperów rozpoczął budowę mostu. W tym czasie sztab 29 DP, II/29 pal i 29 dac  przemieszczono przez most w Tomaszowie. Stanowisko dowodzenia rozwinęło się w Twardej.

Wieczorem do sztabu dywizji wpłynęło zadanie nakazujące obronę lasu Inowłódz i oparciu prawego skrzydła obrony o Pilicę. Dowódca dywizji nakazał przyjąć następujące ugrupowanie bojowe: 81 pp miał obsadzić odcinek północny; 41 pułk piechoty z III/76 pułku odcinek południowy. Oficerowie łącznikowi nie zdołali jednak przekazać zadania dowódcy 81 pp. Około północy stanowisko dowodzenia dywizji przesunięto do leśniczówki Giełzów.
W następnych dniach dywizja kontynuowała odwrót w kierunku przeprawy na Wiśle. Pod wieczór 7 września jej oddziały, podobnie jak 13 DP i 19 DP, uległy rozproszeniu. Pod Dobrą Wolą nad rzeką Drzewiczką oddział niemieckiej 13 Dywizji Zmotoryzowanej rozbił sztab dywizji. Przez rzekę w rejonie Dęblina przeprawiły się w czasie od 11 do 13 września tylko nieliczne oddziały bez broni ciężkiej – przede wszystkim 76 pp.
Dywizja reorganizowała się w rejonie Rejowca. Dowództwo objął płk Jan Bratro. Z rozkazu generała Dąba-Biernackiego – do czasu zdobycia dział – związek taktyczny miał nosić miano brygady. 17 września 29 Brygada miała 7 baonów piechoty, baterię artylerii i kompanię saperów. Stała się ona częścią dywizji generała Jerzego Wołkowickiego. 29 Brygada wzięła udział w bitwie pod Tomaszowem Lubelskim i skapitulowała 27 IX.
Dwa bataliony 41 pp walczyły w Warszawie do czasu jej kapitulacji. Dołączył do nich także III baon 81 pp.
Improwizowany w ośrodku zapasowym dywizji w Grodnie batalion kpt. Piotra Korzona w okresie 12–17 września toczył potyczki z patrolami niemieckimi zapuszczającymi się w rejon Białegostoku, Sokółki i Grodna.

### Ordre de Bataille i obsada personalna w kampanii wrześniowej
Planowane Ordre de Bataille i obsada personalna 29 DP w kampanii wrześniowej. W nawiasach podano nazwy jednostek mobilizujących oraz stanowiska służbowe oficerów dywizji zajmowane przed mobilizacją.
- Kwatera Główna 29 DP
  - dowództwo
    - dowódca dywizji – płk piech. Ignacy Oziewicz
    - dowódca piechoty dywizyjnej – płk Jan Bratro
    - dowódca artylerii dywizyjnej – płk Włodzimierz Arwaniti (dowódca 29 pal)
    - dowódca saperów dywizyjnych – mjr Ożóg
    - dowódca kawalerii dywizyjnej – mjr Wacław Linhardt

  - sztab
    - szef sztabu – ppłk dypl. Tadeusz Łojak
      - oficer operacyjny – por. dypl. Józef Chomiuk
      - kwatermistrz –

- 41 Suwalski pułk piechoty
- 76 Lidzki pułk piechoty
- 81 pułk Strzelców Grodzieńskich
- 29 pułk artylerii lekkiej
- 29 dywizjon artylerii ciężkiej
- 29 batalion saperów
- bateria artylerii przeciwlotniczej motorowa typ A nr 29
- kompania telefoniczna 29 DP
- szwadron kawalerii dywizyjnej (Komenda Rejonu Przysposobienia Wojskowego Konnego 29 DP, a pod względem materiałowym 29 pal)
  - dowódca szwadronu – mjr Wacław Linhardt
- samodzielna kompania karabinów maszynowych i broni towarzyszącej nr 33
- kompania kolarzy nr 33 (81 pp)
- służby

## Obsada personalna dowództwa dywizji
Dowódcy dywizji
- gen. bryg. Mikołaj Osikowski (1921–1923)
- płk piech. Karol Szemiot (1923–1924)
- gen. bryg. Aleksander Załęski (1924–1927)
- gen. bryg. Franciszek Kleeberg (1927–1936)
- płk dypl. Wacław Piekarski (1936–1938)
- płk piech. Ignacy Oziewicz (25 X 1938 – IX 1939)

Dowódcy piechoty dywizyjnej
- płk piech. Stefan Pasławski (do III 1923 → zastępca komendanta OWar. „Wilno”)
- płk SG Stanisław Kwaśniewski (VII 1923 – 15 I 1925 → dyspozycja MSWojsk)
- płk piech. Henryk Weiss (15 I 1925 – 31 III 1927 → członek OTO)
- płk piech. Kazimierz Sawicki (31 III 1927 – 13 V 1932 → dowódca 16 DP)
- płk dypl. Józef Ćwiertniak (13 V 1932 – VI 1934 → dowódca piechoty dywizyjnej 6 DP)
- płk dypl. Teodor Furgalski (1934–1939 → dowódca 8 DP)
- płk piech. Jan Bratro (1939)

Szefowie sztabu
- mjr SG Władysław Powierza (V 1921 – X 1922)
- kpt. adiutant sztabowy Jan Szyndler (1923)
- kpt. / mjr SG (piech.) Mieczysław Skulski (15 X 1923[16] – 15 X 1924 → dowódca I/26 pp[17])
- mjr / ppłk SG Benedykt Chłusewicz (15 X 1924 – 28 II 1927 → 1 pp Leg.)
- mjr dypl. Władysław Ignacy Michalski (28 II 1927 – 6 VII 1929 → KOP)
- mjr dypl. Janusz Gaładyk (6 VII 1929 – X 1931 → 6 pspodh)
- mjr dypl. piech. Bohdan Geisler (23 X 1931 – 26 I 1934 → dowódca baonu 81 pp)
- mjr dypl. piech. Władysław Niewiarowski (od 26 I 1934)
- ppłk dypl. Tadeusz Łojak (1938 – 1939)

### Żołnierze Dywizji (w tym OZ) – ofiary zbrodni katyńskiej
Biogramy zamordowanych znajdują się na stronie internetowej Muzeum Katyńskiego
| Nazwisko i imię            | stopień                  | zawód             | miejsce pracy przed mobilizacją      | zamordowany |
| -------------------------- | ------------------------ | ----------------- | ------------------------------------ | ----------- |
| Włodzimierz Arwaniti       | pułkownik                | żołnierz zawodowy |                                      | Charków     |
| Marian Hamerski            | major                    | żołnierz zawodowy |                                      | Charków     |
| Henryk Jędrzejewski        | podporucznik rezerwy     | handlowiec        | Ubezpieczalnia Społeczna w Warszawie | Charków     |
| Henryk Kryciński           | porucznik w st. sp.      | żołnierz zawodowy |                                      | Katyń       |
| Marian Krzysztof Lukas     | podporucznik rezerwy     | technik mechanik  |                                      | Charków     |
| Stefan Ławecki             | podporucznik rezerwy     | architekt         |                                      | Charków     |
| Tadeusz Edward Łojak       | podpułkownik dyplomowany | żołnierz zawodowy |                                      | Charków     |
| Michał Marchwicki          | starszy ogniomistrz      |                   | zam. Grodno                          | BLK         |
| Antoni Pieńkowski          | podporucznik rezerwy     | technik           |                                      | Charków     |
| Zygmunt Pietrzak           | kapitan                  | żołnierz zawodowy |                                      | Charków     |
| Wacław Rowiński            | porucznik rezerwy        | prawnik           | Bank Cukrownictwa Polskiego          | Charków     |
| Aleksander Szczęścikiewicz | major weterynarii        | żołnierz zawodowy |                                      | Charków     |
| Alfred Willich             | kapitan                  | żołnierz zawodowy |                                      | Charków     |
| Wiktor Wojszel             | podporucznik rezerwy     |                   |                                      | Charków     |

## Odtworzenie dywizji w ramach Armii Krajowej
W wyniku przeprowadzania akcji odtwarzania przedwojennych jednostek wojskowych w 1944 r. powstała 29 Dywizja Piechoty AK w składzie 33 pp, 41 pp, 42 pp i 9 pułk strzelców konnych (Okręg Białystok).

## Tradycje
Tradycje oddziałów 29 Dywizji Piechoty kultywowała 29 Szczecińska Brygada Zmechanizowana im. Króla Stefana Batorego.